# Sibi
Sibi (en urdu: سِبی‎) es una localidad de Pakistán, en la provincia de Baluchistán.

## Demografía
Según estimación 2010 contaba con 80767 habitantes.